# هيكو بوتشر
هيكو بوتشر (بالألمانية: Heiko Butscher)‏ (مواليد 28 يوليو 1980 في ليوتكيرتش آيم ألغاو - ألمانيا الغربية) لاعب كرة قدم ألماني يلعب حاليا لصالح نادي الدرجة الأولى فرايبورغ الألماني منذ 2007 في مركز قلب الدفاع .

## روابط خارجية
- هيكو بوتشر على موقع قاعدة بيانات كرة القدم.إي يو (الإنجليزية)
- هيكو بوتشر على موقع بيانات كرة القدم. دي إي (الألمانية)
- هيكو بوتشر على موقع عالم كرة القدم.نت (الإنجليزية)
- هيكو بوتشر على موقع كووورة
- هيكو بوتشر على موقع AS.com (الإسبانية)